# Blendende Weihnachten
Blendende Weihnachten (Originaltitel: Deck the Halls) ist eine US-amerikanische Filmkomödie von John Whitesell aus dem Jahr 2006, deren Hauptrollen mit Danny DeVito, Matthew Broderick, Kristin Davis und
Kristin Chenoweth besetzt sind. In der Vorweihnachtszeit in einer Kleinstadt in Massachusetts bekriegen sich zwei biedere Familienväter, da jeder von ihnen das Haus haben will, das die stimmungsvollste Beleuchtung hat und Weihnachten verkörpert.

## Handlung
Der lokale Augenarzt Steve Finch will für seine Kinder einen stimmigen Weihnachtsabend vorbereiten, samt Adventskalender und einem großen Weihnachtsbaum – auch wenn seine beiden pubertierenden Kinder Madison und Carter dies nicht zu schätzen wissen. Als Finch in der Nacht aus dem Fenster schaut, sieht er einen Truck vorbeifahren, in dem die neuen Nachbarn der Familie sitzen. 
Nachdem die beiden Paare sich kennengelernt haben, freunden sich die Mütter der jeweilige Familie Tia Hall und Kelly Finch an, ebenso wie die Kinder der Halls, die Zwillinge Ashley und Emily und die Tochter der Finchs Madison. Auf einer Webseite, die eine Parodie auf Google Earth ist, bemerkt Buddy Hall, dass sein neues Haus nicht zu sehen ist. Deshalb nimmt sich Buddy vor, sein Haus so hell mit Lichterketten zu erleuchten, dass man das Gebäude sogar vom Weltall aus erkennen kann. Als es eines Tages so weit ist, stiehlt er damit Steve dessen alljährliche Show. Ein wahrer Schlagabtausch der beiden Männer beginnt, nach dem Motto: „Wer hat das hellste Haus?“.

## Dreharbeiten, Erfolg
Der Film wurde vom 29. Mai 2006 bis zum Juli 2006 in British Columbia, Kanada gedreht. Er spielte in den Kinos der USA ca. 35 Millionen US-Dollar ein.

## Kritik
Richard Roeper schrieb in der am 22. November 2006 in der Chicago Sun-Times veröffentlichten Kritik, dass man es kaum glauben könne, wie fürchterlich der Film sei.
Ähnlich äußerte sich auch die Redaktion des Lexikon des internationalen Films, die ausführte: „Wenig stimmungsvoller Weihnachtsfilm mit einer allzu vertrauten Geschichte, in der das komische Potenzial der Gags nur selten zündet. – Ab 14.“